# Forumgallerian
Den här artikeln handlar om Forumgallerian i Uppsala. För köpcentret i Helsingfors, se Forum, Helsingfors.
Forumgallerian är ett köpcentrum i centrala Uppsala vid Forumtorget och avgränsas av Kungsängsgatan, Dragarbrunnsgatan, Smedsgränd och Bredgränd. Forumgallerian har 10 000 kvadratmeter affärsyta och 6 000 kvadratmeter kontor. Det finns även 1 000 kvadratmeter bostäder.
Köpcentret öppnade 1953. Från början hette köpcentret enbart Forum och tillhörde Kooperativa Förbundet. All verksamhet i köpcentret bedrevs då också av Kooperativa Förbundet. Detta var det första större varuhuset i Uppsala. Det innehöll redan från början förutom butiker även kafé. Bredvid köpcentret ligger Forumtorget som fått sitt namn efter köpcentret. Under 1970-talet fick köpcentret heta Domus då Kooperativa Förbundet standardiserade sina namn på sina affärer och större varuhus i städers centrum skulle då heta Domus. Under 1980-talet döptes köpcentret tillbaks till Forum igen då Uppsalaborna aldrig ville acceptera namnet Domus.
1992 genomgick köpcentret en större ombyggnad som i princip innebar att hela inredningen gjordes om helt.
Filmen Mannekäng i rött från 1958 är delvis inspelad i Forumgallerian.